# Bas van Dooren
Bas van Dooren (nascido em 25 de agosto de 1973) é um ex-ciclista holandês. Tornou-se profissional no ano de 2002.
Especialista em ciclismo de montanha, competiu na prova de cross-country dos Jogos Olímpicos de Sydney 2000, terminando na 11ª posição. Em 1998, terminou em segundo competindo no cross-country do Campeonato Europeu de Mountain Bike. Ficou com a segunda colocação na geral da Copa do Mundo de Mountain Bike, organizada pela UCI.